# Księga dżungli (film 2016)
Księga dżungli (ang. The Jungle Book) – amerykański film przygodowy z 2016 roku w reżyserii Jona Favreau. Kolejna ekranizacja znanej książki pod tym samym tytułem autorstwa brytyjskiego pisarza i noblisty Rudyarda Kiplinga. Scenariusz na podstawie książki stworzył Justin Marks, autorem muzyki jest John Debney, a zdjęć Bill Pope.
Film otrzymał Oscara za najlepsze efekty specjalne podczas 89. ceremonii. Serwis Rotten Tomatoes przyznał mu 95%. 

## Fabuła
Chłopiec Mowgli wychowywany był przez stado wilków. Zaprzyjaźniony z czarną panterą Bagheerą i niedźwiedziem Baloo musi zmierzyć się z groźnym, mizantropijnym tygrysem Shere Khanem.

## Obsada
| Postać                                                                       | Aktor              | Polski dubbing      |
| ---------------------------------------------------------------------------- | ------------------ | ------------------- |
| Mowgli                                                                       | Neel Sethi         | Bernard Lewandowski |
| Baloo                                                                        | Bill Murray        | Jerzy Kryszak       |
| Bagheera                                                                     | Ben Kingsley       | Jan Peszek          |
| Shere Khan                                                                   | Idris Elba         | Jan Frycz           |
| Raksha                                                                       | Lupita Nyong’o     | Lidia Sadowa        |
| Kaa                                                                          | Scarlett Johansson | Anna Dereszowska    |
| Akela                                                                        | Giancarlo Esposito | Artur Żmijewski     |
| Król Louie                                                                   | Christopher Walken | Piotr Fronczewski   |
| Wersja polska: Waldemar Modestowicz (reżyseria), Jan Jakub Wecsile (dialogi) |                    |                     |